# ارتشاف عظمي
الارتشاف العظمي(1) هو ارتشاف النسيج العظمي، أي العملية التي تحلل بها ناقضات العظام النسيج في العظام وتطلق المعادن مما يؤدي إلى نقل الكالسيوم من سائل العظم إلى الدم.
تكون ناقضات العظم عبارة عن خلايا متعددة الأنوية تحتوي على الميتوكندريا واليحلولات، وهي الخلايا المسؤولة عن ارتشاف العظم. توجد الأوستيوكلاست عامة على الطبقة الخارجية من العظم مباشرة أسفل السمحاق. وتبدأ هذه العملية بربط الخلايا الناقضة للعظام بالعظمون، ثم يحفز الأوستيوكلاست بعد ذلك على طي غشاء الخلية ويفرز الكولاجيناز وغيره من الإنزيمات المهمة لعملية الارتشاف. تطلَق مستويات عالية من الكالسيوم والمغنسيوم والفوسفات ومنتجات الكولاجين في السائل خارج الخلية مثلما تطلق قناة الأوستيوكلاست في العظم المتمعدن. تبرز أيضًا الأوستيوكلاست في تحطيم النسيج الموجود عمومًا في التهاب المفاصل الصدافي وغير ذلك من الاضطرابات الروماتيزمية ذات الصلة.
قد يكون الارتشاف العظمي أيضًا نتيجة الإهمال وعدم الحرص على صيانة العظم. رواد الفضاء على سبيل المثال، يتعرضون لكمية معينة من الارتشاف العظمي بسبب نقص الجاذبية؛ الأمر الذي يمثل حافزًا مناسبًا لصيانة العظم.

## التنظيم
الارتشاف العظمي بنائي بدرجة كبيرة تحفزه أو تمنعه إشارات تصدر من أجزاء الجسم الأخرى وتتوقف تلك الإشارات الصادرة على الحاجة إلى الكالسيوم.
تراقب المستقبلات الغشائية الحساسة للكالسيوم الموجودة في الغدة الدريقية مستويات الكالسيوم في السائل خارج الخلية. تحفز المستويات المنخفضة من الكالسيوم إطلاق هرمون الدريقات من الخلايا الرئيسية الموجودة داخل الغدة الدريقية. وبالإضافة إلى تأثيراتها على الكلية والأمعاء، فإن هرمون الدريقات أيضًا يزيد من عدد الأوستيوكلاست ونشاطها لإطلاق الكالسيوم من العظم وبهذا يتحفز الارتشاف العظمي.
وعلى الجانب الآخر، تؤدي المستويات العالية من الكالسيوم إلى تقليل إطلاق هرمون الدريقات من الغدة الدريقية مما يقلل عدد الأوستيوكلاست ونشاطها وبهذا يقل الارتشاف العظمي.
في بعض الحالات عندما يتسارع الارتشاف العظمي يتكسر العظم أسرع من إمكانية تجديده. تصبح العظمة أكثر مسامية وأضعف مما يعرض الأشخاص إلى خطر الكسور وتزيد سهولة تعرض العظم للكسر بدرجة كبيرة. وقد تظهر مشكلات أخرى مثل فقد الأسنان، وذلك حسب مكان الارتشاف العظمي تحديدًا في الجسم. ويعد رواد الفضاء بعض الأفراد الذين تحتمل إصابتهم بالارتشاف العظمي. عندما لا يُعمل رواد الفضاء الأجهزة العضلية الهيكلية لديهم لفترات زمنية طويلة نتيجة عدم وجود الجاذبية، فإنهم يتعرضون لفقد كثافة العظم تبعًا لذلك.
إن جسم الإنسان في حالة مستمرة من إعادة تشكيل العظام، وهي عملية تحافظ على قوة العظام وتوازن الأيونات عن طريق استبدال الأجزاء المنفصلة من العظام القديمة بحزم جديدة من المصفوفة البروتينية، وتتم إعادة ارتشاف العظام عن طريق الخلايا الناقضة للعظم، على حين يتم ترسيبها بواسطة الخلايا العظمية في عملية تسمى التعظم. يلعب نشاط الخلايا العظمية دورًا رئيسيًا في هذه العملية. يمكن أن تكون الحالات التي تؤدي إلى انخفاض كتلة العظام ناجمة إما عن زيادة في معدلات الارتشاف أو عن انخفاض في معدلات التعظم. أثناء الطفولة، يتجاوز معدل تكوين العظام معدلات الارتشاف العظمي، ومع التقدم في العمر، يميل معدل الارتشاف لدى الأشخاص إلى تجاوز معدل التعظم مما يؤدي إلى حالة من تخلخل العظام. فضلاً عن ذلك، قد تتسبب حالات طبية معينة مثل اختلال التوازن الهرموني وداء السكري في الارتشاف العظمي مما يؤدي إلى زيادة الاستعداد إلى الإصابة بالكسور.

## العلاج
هناك بعض الطرق لعلاج الارتشاف العظمي إذا ما تمت الإصابة بهذا المرض ولكنها قليلة. من الممكن التعامل مع السبب الكامن لإيقاف معدل فقد العظم وإعطاء مكملات للمساعدة على بناء جسم المريض وإعادة بناء عظم جديد. وهناك طرق أخرى للمساعدة على تقليل انتشار الارتشاف العظمي وتتمثل في محاولة تحديد انتشار الكثافة العظمية.
وتتمثل بعض الطرق التي قد تزيد من فرص الإصابة بالارتشاف العظمي في الضغط على العظمة الذي قد يزيد أيضًا من فرص الإصابة بالارتشاف العظمي. يمكن أيضًا أن يزيد الفشل في علاج التهاب العظم المزمن وإصابات العظم من تطور حالات الارتشاف العظمي. حتى إذا ما أصيب بعض الأفراد بالارتشاف العظمي، فإن بعض الأجسام القوية لهؤلاء الأفراد قد تكون قادرة على إعادة بناء نفسها، ولكن الأشخاص ذوي الحالات المزمنة التي لم تعالج، قد ينحف العظم وتزداد قابليته للكسر

## الهوامش
1. الارتشاف العظمي أو ارتشاف العظم أو تشرب العظم أو امتصاص العظم أو الغُؤور العظمي (بالإنجليزية: Bone resorption)‏

### باللغة الإنجليزية
1. ↑  Bone+Resorption في المكتبة الوطنية الأمريكية للطب نظام فهرسة المواضيع الطبية (MeSH).
2. ↑  Teitelbaum SL. (2000). "Bone resorption by osteoclasts". Science. ج. 289: 1504–8. DOI:10.1126/science.289.5484.1504. PMID:10968780.
3. ↑  Mensah, Kofi A.; Schwarz, Edward M.; Ritchlin, Christopher T. (2008-08). "Altered bone remodeling in psoriatic arthritis". Current Rheumatology Reports (بالإنجليزية). 10 (4): 311–317. DOI:10.1007/s11926-008-0050-5. ISSN:1523-3774. Archived from the original on 2024-06-06. {{استشهاد بدورية محكمة}}: تحقق من التاريخ في: |تاريخ= (help)
4. ↑  "السفر إلى الفضاء خطر على العظام". Alrai-media. 6 أغسطس 2022. مؤرشف من الأصل في 2022-08-18. اطلع عليه بتاريخ 2024-08-27.
5. ↑  "What is bone resorption". مؤرشف من الأصل في 2017-11-12. اطلع عليه بتاريخ 2012-05-03.
6. ↑  Maurel, D.B.; Jaffre, C.; Rochefort, G.Y.; Aveline, P.C.; Boisseau, N.; Uzbekov, R.; Gosset, D.; Pichon, C.; Fazzalari, N.L. (2011-09). "Low bone accrual is associated with osteocyte apoptosis in alcohol-induced osteopenia". Bone (بالإنجليزية). 49 (3): 543–552. DOI:10.1016/j.bone.2011.06.001. Archived from the original on 2024-06-03. {{استشهاد بدورية محكمة}}: تحقق من التاريخ في: |تاريخ= (help)
7. ↑  Wels، Harry؛ Rowe، Mike (24 يوليو 2023). "Book review". Journal of Organizational Ethnography. ج. 12 ع. 2: 259–260. DOI:10.1108/joe-07-2023-094. ISSN:2046-6749. مؤرشف من الأصل في 2024-08-27.
8. ↑  سارة شعبان (19 نوفمبر 2022). "ما هو ارتشاف العظم؟ تعرف على أعراضه وأسبابه وطرق علاجه". بوابة أخبار اليوم. مؤرشف من الأصل في 2022-11-20. اطلع عليه بتاريخ 2024-08-26.
9. ↑  Clarke, Bart (2008-11). "Normal Bone Anatomy and Physiology". Clinical Journal of the American Society of Nephrology (بالإنجليزية). 3 (Supplement_3): S131–S139. DOI:10.2215/CJN.04151206. ISSN:1555-9041. Archived from the original on 2024-08-13. {{استشهاد بدورية محكمة}}: تحقق من التاريخ في: |تاريخ= (help)
10. ↑  "SCLA مجلة التشخيص المخبري - هيئة مخابر التحاليل الطبية". scla.org.sy. مؤرشف من الأصل في 2024-08-27. اطلع عليه بتاريخ 2024-08-27.
11. ↑  Horne، William C.؛ Duong، Le T.؛ Sanjay، Archana؛ Baron، Roland (1 يناير 2008). Bilezikian، John P.؛ Raisz، Lawrence G.؛ Martin، T. John (المحررون). Chapter 12 - Regulating Bone Resorption: Targeting Integrins, Calcitonin Receptor, and Cathepsin K. San Diego: Academic Press. ص. 221–236. ISBN:978-0-12-373884-4. مؤرشف من الأصل في 2024-04-14.
12. ↑  "What is bone resorption". wisegeek. مؤرشف من الأصل في 2017-11-12. اطلع عليه بتاريخ 2012-05-03.

### باللغة العربية
1. 1 2  حِتّي، يُوسف؛ الخَطيب، أحمَد شفيق (2008). قامُوس حِتّي الطِبي للجَيب. بيروت، لبنان: مكتبة لبنان ناشرون. ص. 142. ISBN:995310235X. مؤرشف من الأصل في 18 مايو 2020. اطلع عليه بتاريخ 18 أيار (مايو) 2020م. {{استشهاد بكتاب}}: تحقق من التاريخ في: |تاريخ الوصول= (مساعدة)
2. ↑  "ترجمة (bone resorption) في المعجم الطبي الموحد". مكتبة لبنان ناشرون. مؤرشف من الأصل في 2020-05-18. اطلع عليه بتاريخ 2020-05-18.
3. 1 2 3  "ترجمة (bone resorption) في موقع القاموس". القاموس. مؤرشف من الأصل في 2020-05-18. اطلع عليه بتاريخ 2020-05-18.
4. ↑  "ترجمة (bone resorption) في معجم طب الأسنان الموحد". مكتبة لبنان ناشرون. مؤرشف من الأصل في 2020-05-18. اطلع عليه بتاريخ 2020-05-18.